# Kirche St. Ulrich und Nikolaus und Hospiz

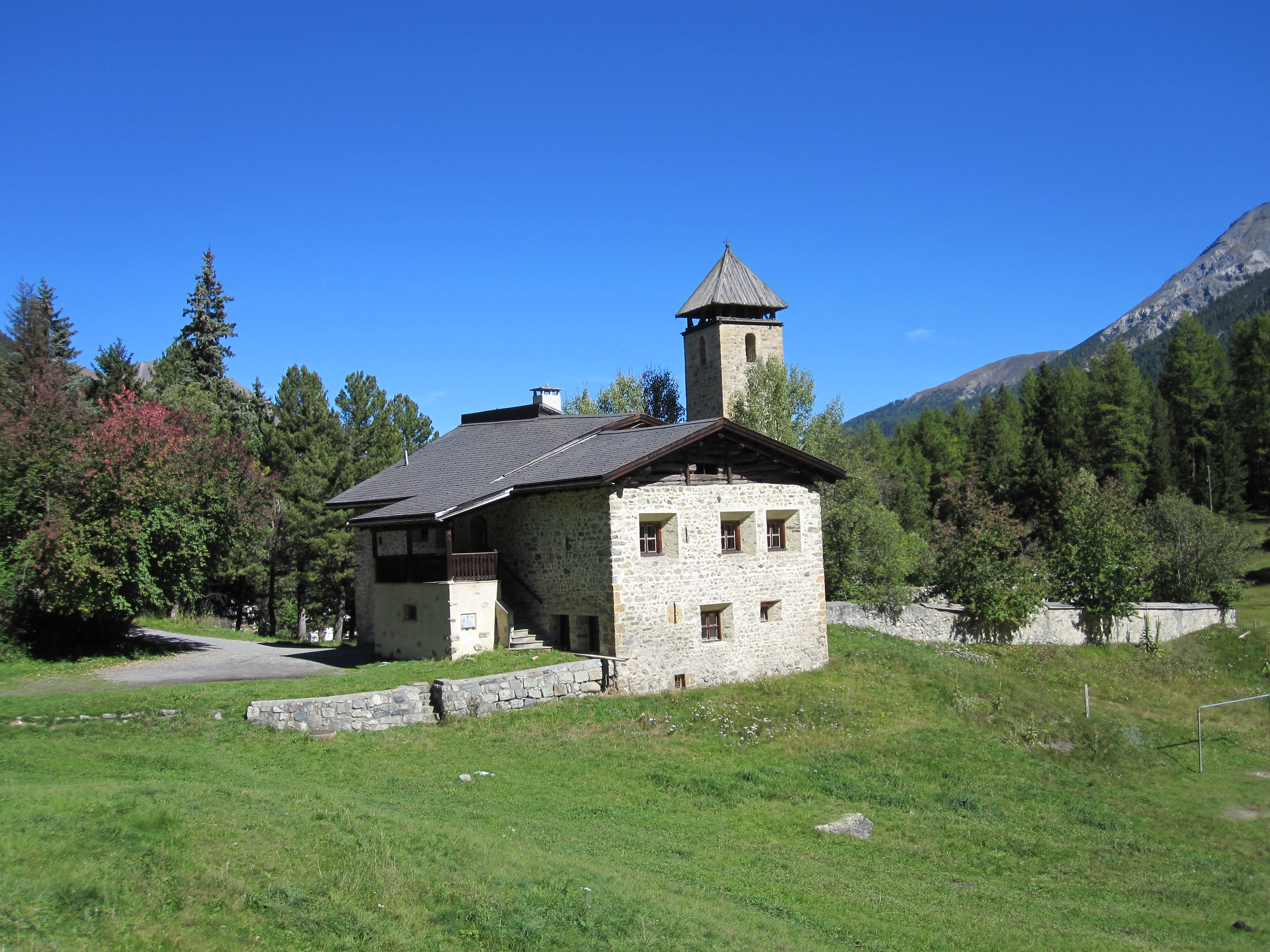
Hospiz und Kirchturm in Chapella

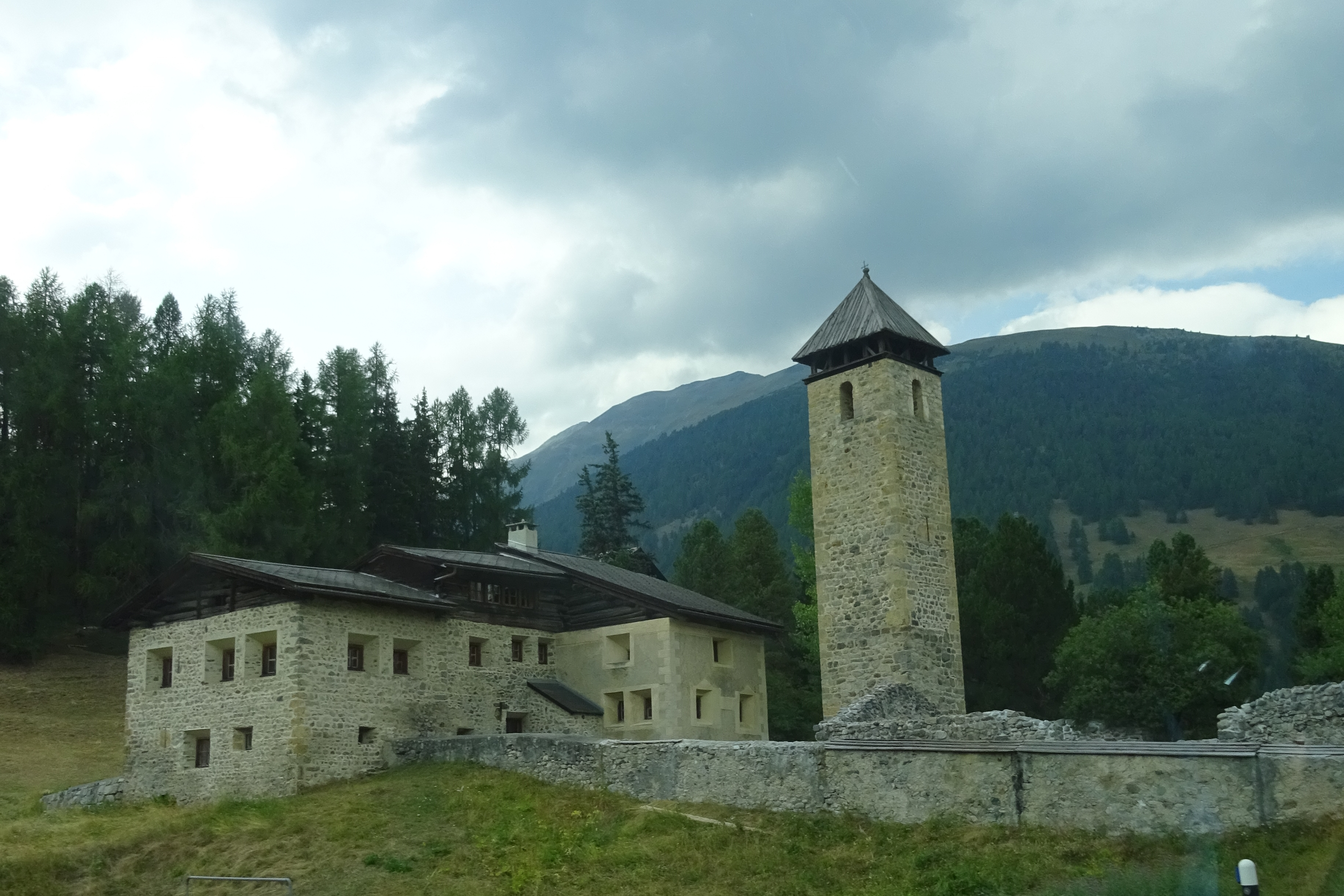
Ehemaliges Hospiz (heute Jugendhaus) in Chapella

Die römisch-katholische abgegangene Kirche St. Ulrich und Nikolaus (auch: kurz Chapella) bildet mit dem ehemaligen Hospiz einen Gebäudekomplex (Ruina baselgia e ospiz) und steht etwa 400 Meter vom Dorf Chapella entfernt, am Weg vom Val Susauna zur Gemeinde S-chanf, Graubünden (Schweiz) in der Region Maloja im Bistum Chur. Sie war dem hl. Ulrich und dem hl. Nikolaus geweiht. Von S-chanf ist die Kirche etwa 3 km entfernt. Die Anlage zählt zum Schweizer Kulturgut von nationaler Bedeutung.

## Kirche St. Ulrich und Nikolaus
Der in einem Testament vom 8. Januar 1209 erstmals erwähnte Sakralbau geht auf eine Kapelle aus dem 11. Jahrhundert zurück. Eine Verlängerung des Baus nach Osten und der Bau eines Turmes erfolgte in der ersten Hälfte des 13. Jahrhunderts. 1524 wurde nordseitig der Chor neu gebaut und kurz danach eine Sakristei angebaut.
Mit einem Notariatsakt vom 29. März 1504 wurden vom Domkapitel Bestimmungen (Artikel) über die ökonomischen und geistlichen Verwaltung des Hospitals von Chapella aufgestellt und Papst Julius II. bestätigt die Privilegien und Immunitätsrechte des Hospitals SS. Nicolaus und Ulrich in Chapella 1504. 1505 erfolgte eine Rekonziliation der Kirche.
Auch nach der Reformation wurde die Kirche bis ins 18. Jahrhundert hinein gottesdienstlich genutzt. Nach dem Bau von Gotteshäusern in Cinuos-chel (etwa 1615–1660) und Susauna (1696) verfiel die Kirche jedoch. 1981 erfolgte nach einer archäologischen Erkundung eine umfassende Restaurierung.
Heute noch gut sichtbar ist die Eingangspartie der Kirche mit rundbogigem Tuffsteinportal, die Umfassungsmauern des romanischen Langhauses aus dem 13. Jh. sowie der nicht eingezogene spätgotische Polygonalchor, der Turm an der West-Fassade, die Glockenstube und das Zeltdach. Diese wurden 1933 renoviert.

## Hospiz
Westlich der Kirche steht das ehemalige Hospizgebäude. Dieses wurde erstmals 1259 erwähnt, vor 1300 erhöht und im 14. Jahrhundert erfolgte im Osten ein Anbau (vor 1500). Das Hospiz wurde 1594 und 1633 renoviert und Ende der 1960er/Anfang der 1970er Jahre umgebaut, 2017 renoviert. An der Nord-Fassade befindet sich ein gotisches Spitzbogenportal, darüber ein Tatzenkreuz und Wappenschild. Das Wappenschild datiert aus dem Jahr 1594.
Das Hospiz wurde in der Anfangszeit vom Orden der Dominikaner aus dem Kloster San Giovanni in Como (Italien) versorgt und diente der Versorgung von Reisenden, die sich auf dem Weg durch das Engadin zwischen dem Tirol und Como bzw. über den Scalettapass nach Davos und weiter dem Bodenseeraum bzw. dem Veltlin befanden (siehe z. B.: Via Valtellina). Das Hospiz von Chapella erfüllte daher eine wichtige Funktion am Kreuzungspunkt mehrerer Wege. Im Spätmittelalter diente es auch als Armen- und Siechenhaus für die Region Plaiv. Gegen Ende des 18. Jahrhunderts wurde das Hospiz aufgegeben und danach unter anderem vom Oberengadiner Geschlecht der Perinis als Landgut genutzt. 1967 gründete die Fundaziun Chapella ein Bildungshaus für Jugendliche, das Hospizgebäude wurde renoviert und ist wieder für die Öffentlichkeit zugänglich.

## Bedeutung für die Region
Aus den erhaltenen Urkunden über Vermächtnisse, Eigentumsübertragungen, Votivgaben, Pachtvereinbarungen etc. zeigt sich eine wichtige wirtschaftliche Bedeutung der Kirche und des Hospizes für die gesamte Region während mehrerer Jahrhunderte. In das Hospiz wurden auch Mönche und Nonnen aufgenommen. Es bestand eine Kornmühle und Säge für das Hospiz und die Einwohner der Region.
Wegen der Bedeutung des Hospizes für die Region wurden auch über das Vermögen und die Verwaltung notariell niedergelegte Vereinbarungen getroffen. Gemäss einem Notariatsakt vom 15. April 1542 stand Zuoz mit Madulain das Recht auf die Hälfte, S-chanf und Chamues-ch auf je einen Viertel des Vermögens und der Einkünfte des Hospitals SS. Nicolaus und Ulrich in Chapella zu. Das Wahlgremium für die Ernennung der vier Vögte und des Verwalters (celerarius) des Hospitals wurde auf vier Männer aus Zuoz, einen von Madulain und je drei aus S-chanf und Chamues-ch festgelegt, wobei von den vier Vögten des Hospitals zwei aus Zuoz und je einer aus S-chanf und Chamues-ch stammen mussten. Diese Vereinbarung wurde auch gerichtlich, durch das Gericht des Oberengadins, am 27. Juli 1542 bestätigt. 1551 wurden neue Bestimmungen über die Verwaltung des Hospizes aufgestellt. Unter anderem wurde es verpflichtet, für die Region der Plaiv Zuoz eine Walkmühle (Walke) samt notwendiger Einrichtungen zu erstellen und instand zu halten. Für jede Elle Tuch durfte das Hospiz einen Kreuzer verlangen. Diese erweiterten Bestimmungen für die Verwaltung vom 8. Oktober 1551 bestätigten die Dorfmeister von Zuoz, Madulain, S-chanf und Chamues-ch am 8. Oktober 1551, sie wurde am 16. Februar 1552 von den Dorfmeistern nochmals erweitert, so z. B. dass der Verwalter oder die Verwalterin des Hospitals nur für die Dauer von jeweils 1–2 Jahren gewählt werden konnten, mit Gütern des Hospizes keinen Handel treiben und solche nicht für sich beanspruchen durften, ohne Einwilligung der Vögte. Mehrfach sind auch Notariatsakte erhalten, in denen das Hospiz Geld gegen Zins verleiht. Um 1810 wurde das Hospiz an Flori Meng von Says gegen einen jährlichen Zins von 300 Gulden verpachtet. Der Pachtvertrag wurde 1836 erneuert. 1846 ist Hartmann Ragettli Pächter des Hospiz.